# Сельское поселение Рысайкино
Сельское поселение Рысайкино — муниципальное образование в Похвистневском районе Самарской области.
Административный центр — село Рысайкино.

## История
Село Рысайкино было основано в 1713 году.

## Административное устройство
В состав сельского поселения Рысайкино входят:
- посёлок Новорысайкино,
- посёлок Терегель,
- село Рысайкино,
- село Султангулово.